# Vita Sackville-West
Victoria Mary Sackville-West, mais conhecida por Vita Sackville-West, CH (Knole House, 9 de Março de 1892 – Jardim do Castelo de Sissinghurst, 2 de Junho de 1962) foi uma poetisa, romancista e paisagista inglesa. O seu longo poema narrativo, The Land, valeu-lhe o prémio Hawthornden Prize em 1927. Voltaria a vencê-lo em 1933 com os seus Collected Poems, tornando-se o único autor galardoado duas vezes com este prémio. Dedicou-se à criação do seu jardim em Sissinghurst, Kent, que esteve na origem do celebrado Jardim do Castelo de Sissinghurst. Foi famosa pela sua exuberante vida aristocrática, o seu forte casamento e as suas apaixonadas relações lésbicas com mulheres como Virginia Woolf.

## Juventude
Sackville-West nasceu na Knole House em Kent, e a sua primeira paixão foi para esta antiga mansão; por ser mulher, não a podia herdar, o que teria consequências para o resto da sua vida. Era filha dos barões de Sackville, Sir Lionel Edward Sackville-West e da sua mulher, The Hon. Victoria. Os pais de Vita eram primos direitos, ambos netos do conde George de La Warr e de Lady Elizabeth (filha do duque de Dorset).
Vita era descendente de Thomas Sackville, um dos contribuidores para as peças de teatro Gorboduc e Mirror for Magistrates.

## Vida pessoal, casamento e homossexualidade
Vita Sackville-West foi uma pessoa com complexibilidade emocional deveras acentuada. O relacionamento mais duradouro em termos de anos foi para com seu marido, Harold Nicolson. No entanto, se relacionava com escritoras notáveis de seu tempo, entre elas Virginia Woolf e Violet Trefusis.

### Casamento

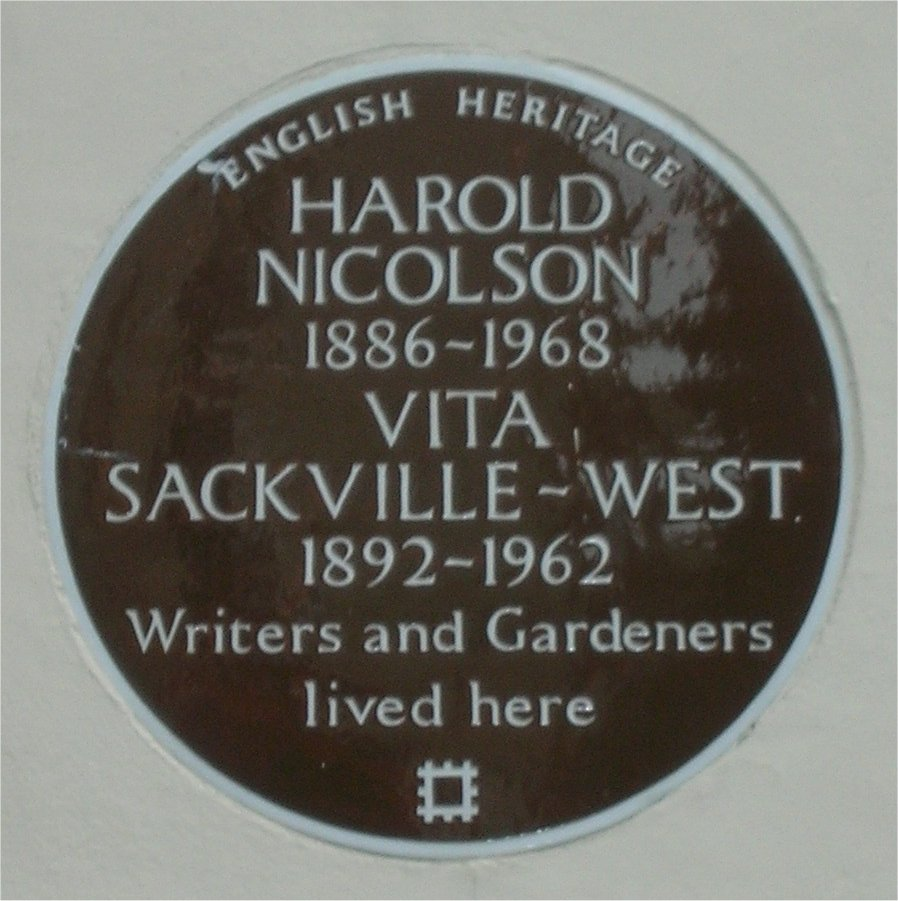
Placa comemorativa na casa do casal em Ebury Street, Londres

Em 1913, Sackville-West casou-se com o Sir Harold Nicolson, primogénito do barão de Carnock, e foram viver para Cospoli, Constantinopla. Nicolson foi, alternadamente, diplomata, jornalista, deputado e autor de biografias e romances. Nicolson era, como Vita, homossexual e o casamento era o que hoje se chamaria um casamento aberto. Ambos tiveram vários casos de relações homossexuais fora do casamento, com conhecimento do conjuge, como era usual entre os escritores e artistas do Grupo de Bloomsbury, com quem tinham afinidades. Estas relações não afectaram de nenhuma forma a relação de proximidade e confiança entre Vita e Nicolson, como se pode verificar pela profusa correspondência quase diária e por uma entrevista que o casal concedeu à rádio BBC depois da Segunda Guerra Mundial. Eram verdadeiramente dedicados um ao outro e Nicolson acabou por desistir da sua carreira diplomática para poder viver ininterruptamente com Vita, liberto das longas e solitárias missões diplomáticas no estrangeiro.
O casal regressou a Inglaterra em 1914 e adquiriram uma propriedade em Long Barn, no Kent, onde residiram até 1930. Nela, com ajuda do amigo arquitecto Edwin Lutyens, construiram uma pequeno jardim. O casal teve dois filhos: Nigel, político e escritor como o pai, e Benedict, historiadora de arte. Na década de 1930, o casal comprou e passou a morar emSissinghurst Castle, perto de Cranbrook, no Kent. Aí criaram os reputados jardins que são hoje propriedade do National Trust for Places of Historic Interest or Natural Beauty.

### Vita e Rosamund Grosvenor
A primeira grande e verdadeira amiga de Vita foi Rosamund Grosvenor, que era quatro anos mais velha. Vita conheceu Rosamund em 1899 na escola de Miss Woolf, quando o seu pai combatia nas guerras Boer. Vita apaixonou-se por Rosamund, a quem chamava afectuosamente 'Roddie' ou 'Rose'. A sua relação secreta terminou com o casamento de Vita, em 1913. Rosamund seria, mais tarde, convidada para visitar a família na sua villa em Monte Carlo, tendo também sido visita em Knole, na Rue Lafilte e em Sluie. Durante a visita e Monte Carlo, Vita escreveu no seu diário: "Amo-a tanto". No entanto, quando Rosamund partiu, o diário de Vita registou: "É curioso como me afectou tão pouco (a partida de Rosamund), ela não tem carácter, deve ser por isso."

### Relação com Violet Trefusis
A relação lésbica que teve o impacto mais profundo e duradouro na vida pessoa de Vita aconteceu com a romancista Violet Trefusis, filha de Alice Keppel, amante de Eduardo VII. Conheceram-se quando Vita tinha doze anos e Violet dez, tendo sido colegas de escola durante vários anos. A sua relação iniciou-se ainda na adolescência e prolongou-se pela vida fora. Já casadas e com filhos, partiram juntas por várias vezes a partir de 1918, a maior parte das vezes para França, onde Sackville-West se vestia com roupas de homem, fingindo ser um jovem rapaz. A sua relação acabou por ser muito problemática, com Trefusis perseguindo obstinadamente Vita, não desistindo mesmo depois de Vita se ter apaixonado por outras mulheres.

O romance Challenge, que foi iniciado como um projecto colaborativo entre Vita e Violet, é testemunho da relação com Trefusis: o personagem masculino principal é Julian, o nome que Vita adoptava quando se disfarçava de homem. A mãe de Vita, Lady Sackville, considerou a ligação deste personagem com a sua filha tão óbvia que insistiu para que o romance não fosse publicado em Inglaterra. Nigel, o filho de Vita, por seu turno elogia-a: 
| “ | Lutou pelo direito de amar mulheres, rejeitando as convenções de exclusividade exigidas pelo casamento, de que as mulheres devem amar apenas homens, e os homens apenas mulheres. Por isto estava disposta a deixar tudo... Como poderia ela lamentar que as suas opiniões chegassem hoje aos ouvidos de uma nova geração, uma geração infinitamente mais compreensiva que a sua própria? | ” |
|   | — Nigel Nicolson. |   |

### Relação com Virginia Woolf
A relação mais recordada de Sackville-West foi com a famosa escritora Virginia Woolf, no final da década de 1920. O romance de Woolf, Orlando - Uma Biografia, inspirado na relação com Vita, foi descrito por Nigel Nicolson como "a mais longa e mais encantadora carta de amor de toda a literatura". O momento da concepção do romance ficou registada no diário de Virginia em 5 de Outubro de 1927: "E instantaneamente os típicos mecanismos de excitação inundaram a minha mente: uma biografia começando em 1500 e continuando até ao presente, chamada Orlando: Vita; apenas com trocas de um sexo para o outro."

### Outras relações
Vita Sackville-West teve também uma relação apaixonada com Hilda Matheson, responsável da BBC. "Stoker" era como Sackville-West apelidava afectuosamente Hilda, durante o seu breve caso, entre 1929 e 1931. Em 1931 Sackville-West envolveu-se numa relação com a jornalista Evelyn Irons, que a tinha entrevistado na sequência do êxito de The Edwardians. Conhecem-se também outras relações com a sua cunhada, Gwen St. Aubyn, com The Mary Garman e outras.

## A paixão pela jardinagem
A paixão de Vita pela jardinagem e pela arquitectura rendeu-lhe mais fama que a sua obra literária. Em 1946 iniciou uma coluna semanal no The Observer intitulada In your Garden ("No seu jardim"), que influenciou profundamente a prática da arte da jardinagem na Inglaterra do seu tempo. Tendo posto em prática as suas ideias (e as do seu marido) no pequeno jardim da casa de Long Barn, o casal teria oportunidade de concretizar os seus projectos, em maior escala, no Jardim do Castelo de Sissinghurst, hoje propriedade do National Trust for Places of Historic Interest or Natural Beauty ("Fundo Nacional para Lugares de Interesse Histórico ou de Beleza Natural"), e o jardim mais visitado de Inglaterra. Em 1948, Vita havia sido membro fundador da comissão para jardins do National Trust.

## Obra
The Edwardians (1930) e All Passion Spent (1931) são actualmente os romances mais conhecidos de Vita Sackville-West. No último, a idosa Lady Slane corajosamente assume um estilo de vida liberal depois de uma contida vida de obediência a convenções. Grand Canyon (1942), uma obra de fantasia científica, é uma "fábula caucionária" (como ela própria lhe chamou) sobre uma invasão dos Estados Unidos, apenhados de surpresa, pelos Nazis.
Em 1946, Sackville-West foi condecorada com a Ordem dos Companheiros de Honra pelos seus serviços à literatura inglesa.

### Poesia
- A Dancing Elf(1912)
- Poems of West and East (1917)
- Orchard and Vineyard (1921)
- The Land (1927)
- The Garden(1946)

### Romances
- Heritage (1919)
- Challenge (1923)
- Passenger to Teheran (1926)
- The Edwardians (1930)
- All Passion Spent (1931)
- The Dark Island (1934)
- Grand Canyon (1942)
- The Easter Party (1953)

### Traduções
- Duineser Elegien: Elegies from the Castle of Duino, por Rainer Maria Rilke trad. V. Sackville-West (Hogarth Press, London, 1931)

### Biografias/outras
- Passenger to Teheran (Hogarth Press 1926, nova edição por Tauris Parke Paperbacks 2007, ISBN 978-1-84511-343-8)
- Knole and the Sackvilles (1922)
- Saint Joan of Arc (Doubleday 1936, nova edição por M. Joseph 1969)
- Pepita (Doubleday, 1937, nova edição por Hogarth Press 1970)
- The Eagle and The Dove (M. Joseph, 1943)
- Daughter of France: The Life of Marie Louise d'Orleans (Doubleday, 1959)